# Friedrich Hermann Wolfhagen

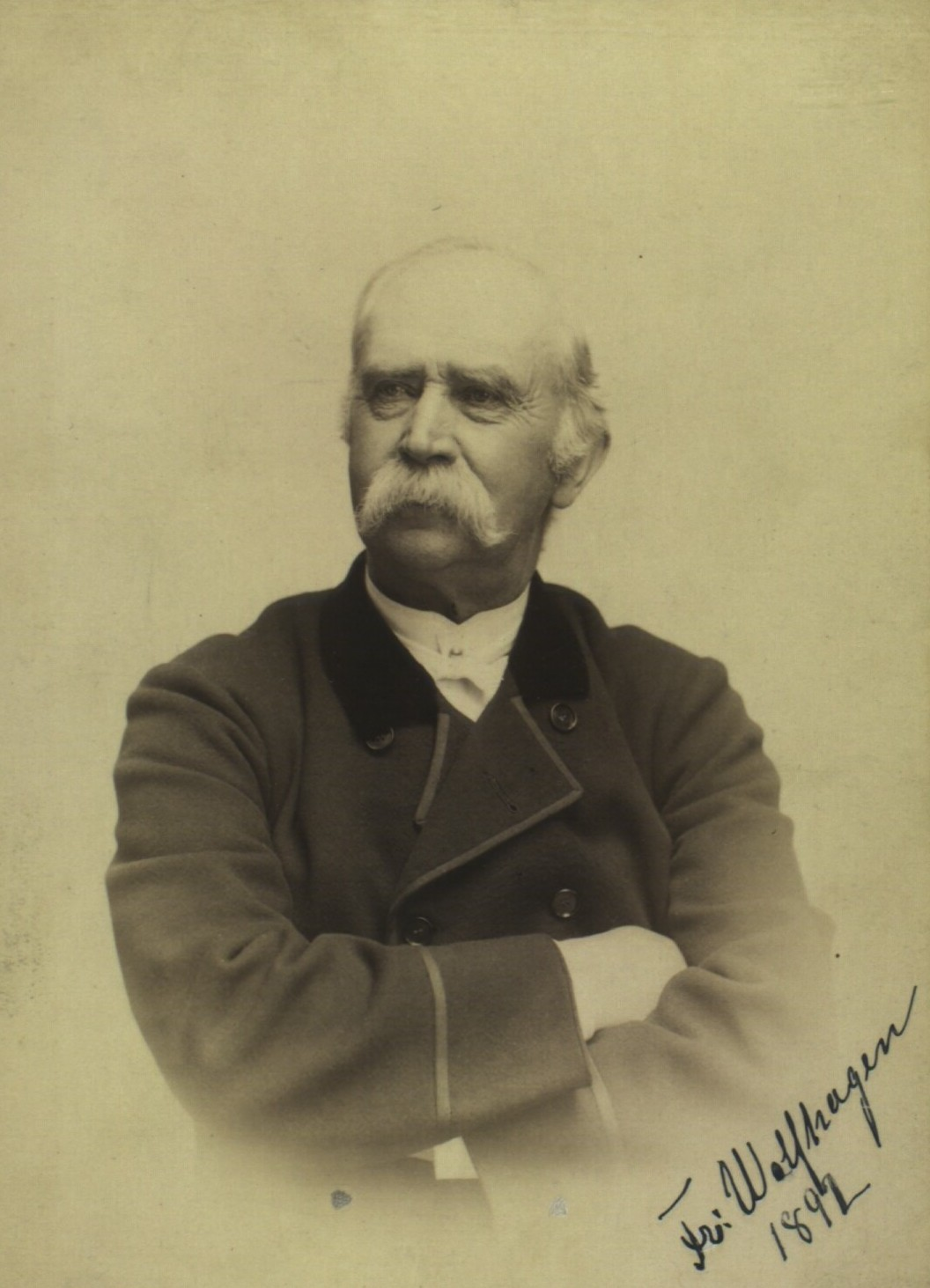
Wolfhagen, 1892

Friedrich Hermann Wolfhagen (* 3. August 1818 in Kopenhagen; † 25. April 1894 in Wiesbaden) war ein dänischer Beamter und viermaliger Minister für Schleswig.

## Leben
Wolfhagen wurde als Sohn des Rentekammerabgeordneten und Staatsrat Johan Wolfhagen (1779–1840) und dessen Frau Friderikke Wilhelmine Henriette Wolfhagen geb. Richardi (1794–1855) in eine alte hessische Familie geboren. Friedrich Hermann Wolfhagen studierte in Kopenhagen, Berlin, Heidelberg und Kiel. In Heidelberg wurde er 1840 Mitglied des Corps Guestphalia Heidelberg. 1842 bestand er das juristische Examen in Kiel. Er machte eine schnelle Karriere und wurde 1854 Kammerherr. In der Regierung Bang, der Regierung Andræ, der Regierung Hall I und der Regierung Hall II war er vom 18. Juni 1856 bis zum 2. Dezember 1859 und vom 24. Februar 1860 bis zum 31. Dezember 1863 Minister für Schleswig. Zudem saß er von 1855 bis 1864 im Dänischen Reichsrat. 1869 heiratete er Anna Kirstine Severine Winther (* 1843), Tochter des Bildhauers Søren Seidelin Winther.

## Auszeichnungen
1851 wurde Wolfhagen zum Ritter des Dannebrogordens, 1857 zum Kommandeur, 1868 zum Dannebrogmann ernannt; 1873 erhielt er das Großkreuz.